# Fernwasserversorgung
Eine Fernwasserversorgung ist ein Leitungsnetz, durch das Trinkwasser über größere Entfernungen zu einem oder mehreren Versorgungsgebieten transportiert wird. Der Bezug von Trinkwasser aus anderen Regionen ist notwendig, wenn in den Versorgungsgebieten keine oder nicht ausreichende Trinkwasservorkommen vorhanden sind oder deren Erschließung ökologisch oder ökonomisch nicht vertretbar ist.
Fernwasserversorgungen werden überwiegend von kommunalen Unternehmen oder Zweckverbänden betrieben.
Zu den Fernwasserversorgungen gehören:
Nordeuropa
- Päijänne-Tunnel

Mitteleuropa
- Albwasserversorgung (Königreich Württemberg)
- Bodensee-Wasserversorgung
- Fernwasserversorgung Elbaue-Ostharz
- Fernwasserversorgung Franken
- Fernwasserversorgung Oberfranken
- Fernwasserversorgung Südthüringen
- Harzwasserwerke
- Hessenwasser
- Landeswasserversorgung (Baden-Württemberg)
- Thüringer Fernwasserversorgung
- Wasserversorgung Münchens
- Wiener Wasserversorgung

Nordamerika
- American Water Works Company (USA)
- Delaware Aqueduct (USA)

Afrika
- Namibia Water Corporation (Namibia)
- Rand Water (Südafrika)

Asien und Ozeanien
- ACTEW Corporation (Australien)
- Devlet Su İşleri (Türkei)
- Wasserversorgungsamt der Präfektur Tokio (Japan)